# بلاک کنترل ریسه
بلاک کنترل ریسه (به انگلیسی: Thread control block) (یا به اختصار TCB) ساختار داده‌ای در هسته سیستم‌عامل است که اطلاعات مدیریتی مختص به ریسه‌ها را نگه‌داری می‌کند. هر ریسه TCB مخصوص به خودش را دارد. از جمله اطلاعاتی که در این ساختار داده قرار می‌گیرد عبارتست از:
- اشاره‌گر پشته - این اشاره‌گر به ابتدای پشته ریسه مورد نظر اشاره می‌کند که در هنگام تعویض زمینه استفاده می‌شود.[۲] هر ریسه پشته مخصوص به خودش را دارد.
- شمارنده برنامه
- وضعیت ریسه (در حال اجرا، آماده، منتظر، خاتمه یافته، مسدود)
- مقادیر ثبات‌های مربوط به ریسه مورد نظر
- اشاره‌گری به بلاک کنترل فرایند که ریسه در آن قرار دارد